# Dominik Jahn
Dominik Jahn (* 2. Februar 1995 in Hamburg) ist ein deutscher Kinder- und Jugenddarsteller.

## Wirken
Schon im Alter von acht Jahren stand Dominik Jahn für die ZDF-Krimiserie Der Ermittler vor der Kamera. Im Jahr 2010 bekleidete er in der Fernsehromanze Die grünen Hügel von Wales eine Hauptrolle.
Dominik Jahn lebt in Hamburg.

## Filmografie
- 2003: Der Ermittler (Fernsehserie, 1 Folge)
- 2005: Jetzt erst recht! (Fernsehserie, 1 Folge)
- 2010: Die grünen Hügel von Wales (Fernsehfilm)
- 2010: Die Pfefferkörner (Fernsehserie, 1 Folge)